# ستيفن أبياه
ستيفن أبياه (بالإنجليزية: Stephen Appiah)، من مواليد 24 ديسمبر 1980 في أكرا في غانا، لاعب كرة قدم غاني.

## المسيرة الأحترافية
بدأ مسيرته الكروية مع نادي هارتس أوف أوك في عام 1995، ولعب معهم حتى عام 1997، وفي عام 1997 انتقل إلى نادي أودينيزي الإيطالي، ولعب معهم حتى عام 2000، وشارك معهم في 43 مباراة وسجل 3 أهداف، وفي عام 2000 انتقل إلى نادي بارما الإيطالي، ولعب معهم حتى عام 2003، وشارك معهم في 49 مباراة وسجل هدفين، وفي موسم 2002/2003 أعير إلى نادي بريشا الإيطالي، ولعب معهم 32 مباراو وسجل 7 أهداف، وفي عام 2003 انتقل إلى نادي يوفنتوس الإيطالي، ولعب معهم حتى عام 2005، وشارك معهم في 64 مباراة وسجل 3 أهداف، ومنذ عام 2005 وهو يلعب مع نادي فنربغشة التركي، قبل أن يعود للدوري الإيطالي مجدداً عبر صفوف نادي بولونيا، في العام 2011 انتقل اللاعب الغاني إلى نادى الزمالك المصري ووقع عقداً لمدة موسمين.

## المسيرة الدولية
فاز مع المنتخب الغاني (تحت 17 سنة) بكأس العالم عام 1995، وبدأ مسيرته مع منتخب غانا الأول في عام 1996، خاض مع المنتخب الغاني بطولتي كأس عالم (2006، 2010) وسجل في بطولة 2006 في مرمى منتخب الولايات المتحدة من ركلة جزاء، وبطولات كأس الأمم الأفريقية نسخ (2000، 2004، 2006 و 2008)، كما خاض غمار الأولمبياد مع المنتخب الغاني الأوليمبي عام 2004 في أثينا، أعتزل اللعب الدولي عقب كأس العالم 2010.

## روابط خارجية
- ستيفن أبياه على موقع الاتحاد الدولي (مؤرشف)  (الإنجليزية)
- ستيفن أبياه على موقع اتحاد تركيا (لاعب) (الإنجليزية)
- ستيفن أبياه على موقع قاعدة بيانات كرة القدم.إي يو (الإنجليزية)
- ستيفن أبياه على موقع ليكيب (الفرنسية)
- ستيفن أبياه على موقع ناشيونال فوتبول تيمز (الإنجليزية)
- ستيفن أبياه على موقع Soccerway.com (الإنجليزية)
- ستيفن أبياه على موقع عالم كرة القدم.نت (الإنجليزية)
- ستيفن أبياه على موقع أوليمبيديا (الإنجليزية)